# Association régionale des œuvres éducatives et de vacances de l'Éducation nationale
 (octobre 2023).
Si vous disposez d'ouvrages ou d'articles de référence ou si vous connaissez des sites web de qualité traitant du thème abordé ici, merci de compléter l'article en donnant les références utiles à sa vérifiabilité et en les liant à la section « Notes et références ».
Les Associations régionales des œuvres éducatives et de vacances de l'Éducation nationale (Aroéven) constituent un mouvement laïc, d'action et de recherche pédagogique œuvrant pour un apprentissage conscient et actif de la liberté, en vue d’un épanouissement de la personnalité des jeunes et de leur participation à la vie de la société. La laïcité, le respect, la fraternité, la solidarité, la démocratie ainsi que la citoyenneté sont les valeurs au cœur du projet d’éducation permanente et globale.
La Fédération des Aroéven - Foéven (Fédération des œuvres éducatives et de vacances de l'Éducation nationale) qui a son siège à Paris, regroupe les 23 Aroéven qui sont réparties sur tout le territoire national et œuvre dans les domaines de l'éducation populaire, de l'enseignement, des pratiques artistiques et culturelles, des activités sportives, des vacances, des loisirs éducatifs et de la formation professionnelle. 

## Historique
Les Aroéven sont issues du mouvement de l'éducation populaire au sein de l'enseignement technique. En 1952, sont fondées les premières AROVET (Associations Régionales des Œuvres Éducatives et de Vacances de l'Enseignement Technique) qui se fédèrent en association nationale dès 1956. Le 18 février 1965 on assiste à la transformation de la FOVET (Fédération des Œuvres et de Vacances de l'Enseignement Technique) en FOEVEN ainsi que des AROVET en AROEVEN.

## Activités
Les Aroéven proposent des séjours de vacances pour enfants, adolescents et jeunes adultes notamment pour favoriser l'épanouissement au travers d'activités sportives, culturelles et de découverte du milieu humain ainsi que l'accès à l'autonomie en adéquation avec l'âge des participants.
Elles organisent des classes de découvertes et également des sessions de formation à des diplômes volontaires : BAFA, BAFD.
La Fédération des Aroéven est agréée par le ministère de l’Education nationale, de l’enseignement supérieur et de la recherche depuis plus de 60 ans, par le ministère du Tourisme ainsi que par le ministère de l’Ecologie, du Développement et de l’Aménagement durable. Par ailleurs, elle bénéficie d’un agrément délivré par le ministère de la Jeunesse et des sports depuis 1956 et d’un autre délivré par le ministère de la Jeunesse et éducation populaire depuis 1962. Enfin, lors de la création de l’agence du Service Civique en 2012, la Fédération des Aroéven obtient également un agrément auprès de cette dernière. 

## Fondateurs et présidents
- Fondateur de la Foéven : Jacques Paulo (1956)
- Membre fondateur de la Foéven : Jo Morfoisse
- Premier président : Albert Buisson (1956-1960)
- Secrétaire général : Nelson Paillou (1962-1982)
- Christian Forestier (1989-2000)
- Nicole Belloubet (2000-2013)
- Christian Forestier (2013-2014)
- Rémy Sueur] (2014-2021)
- René Bouillon (2021-)